# Priesteragiewijk
De Priesteragiewijk is een wijk gelegen in de stad Sint-Niklaas in Oost-Vlaanderen. De wijk ligt in het oosten van de stad. Ze wordt begrensd door de Hogenakkerstraat in het noorden, de Breedstraat in het oosten, de N70 in het zuiden en de Gladiolenstraat in het westen. De wijk is gekenmerkt door de straten die allemaal naar bloemen vernoemd zijn (Daliaweg, Klaprozenstraat, Madeliefjesdreef, Hortensiastraat, enz.).

## Etymologie
"Priesteragie" komt van de naam die de bevolking gaf aan het bedrijf van de parochie gelegen op zes bunders grond. Dit perceel, langs de huidige Ankerstraat, werd geschonken aan de parochie door Johanna Van Constantinopel in 1219, zodat de priesters in hun onderhoud zouden kunnen voorzien. "Priesteragie" betekent letterlijk "verblijf van de priesters". In het midden van de negentiende eeuw komt de naam "Priesteragiewijk" voor in de Atlas der Buurtwegen.

## Geschiedenis
De Priesteragiewijk werd aangelegd op van 1951 tot 1957 door de sociale huisvestingsmaatschappij Sint-Nikolaasche Bouwmaatschappij als een typische volkswijk. Ze telde oorspronkelijk 439 woningen, met eengezinswoningen, duplexwoningen en bejaardenwoningen. Deze laatste zijn in 2012 gesloopt. Het ontwerp van de woningen was van Hippolytus Faems, Julien Wymeersch en Oscar Lauwers. Tegelijk met de aanleg van de wijk werd ook de Don Boscokerk gebouwd. De wijk werd ingehuldigd door koning Boudewijn op 4 november 1956.
In 1969 won de wijk de provinciale prijs Groenruimte door het groene karakter van de straten en tuinen.

## Galerij

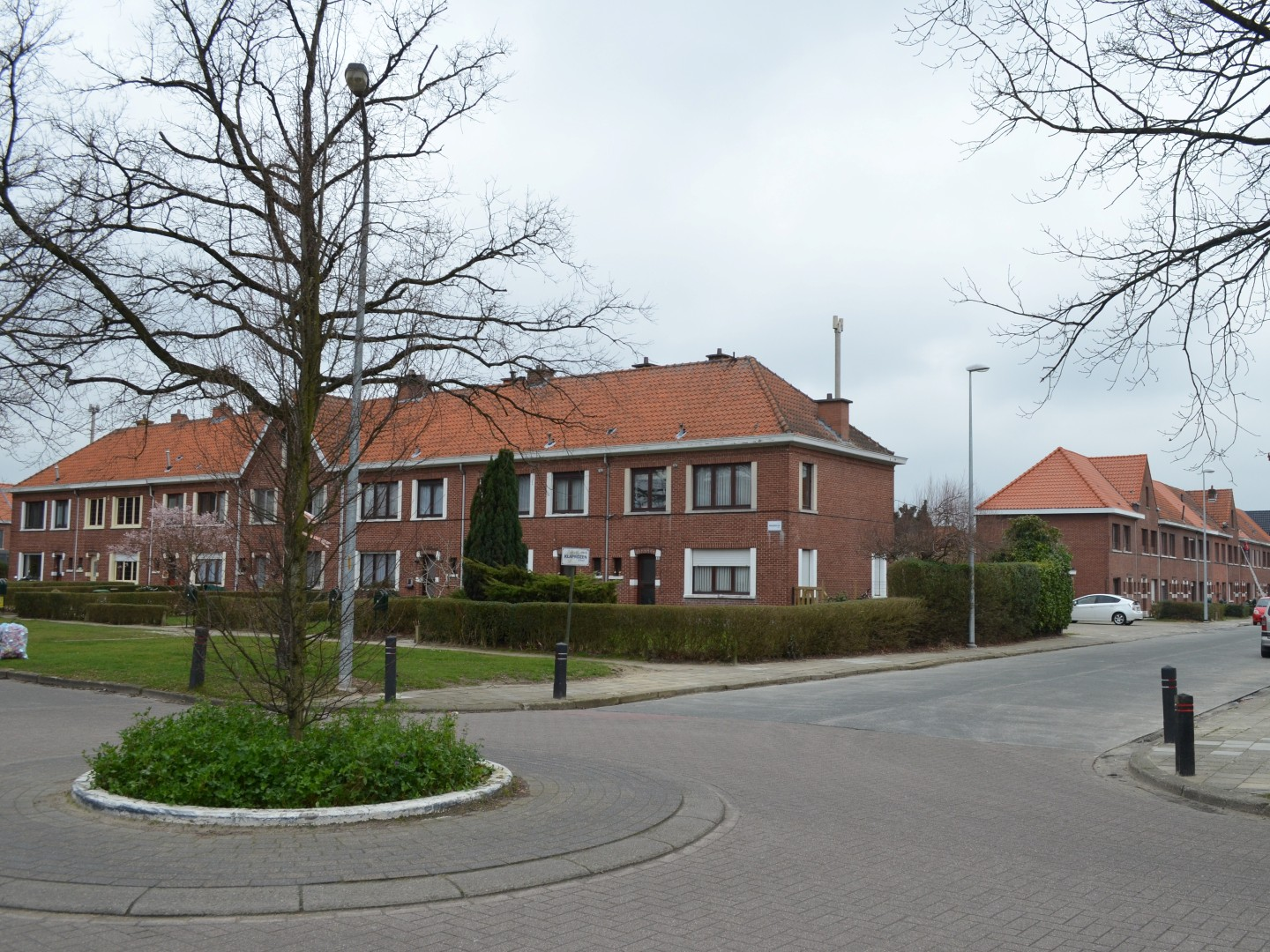
Typische huizen in de Magnoliastraat
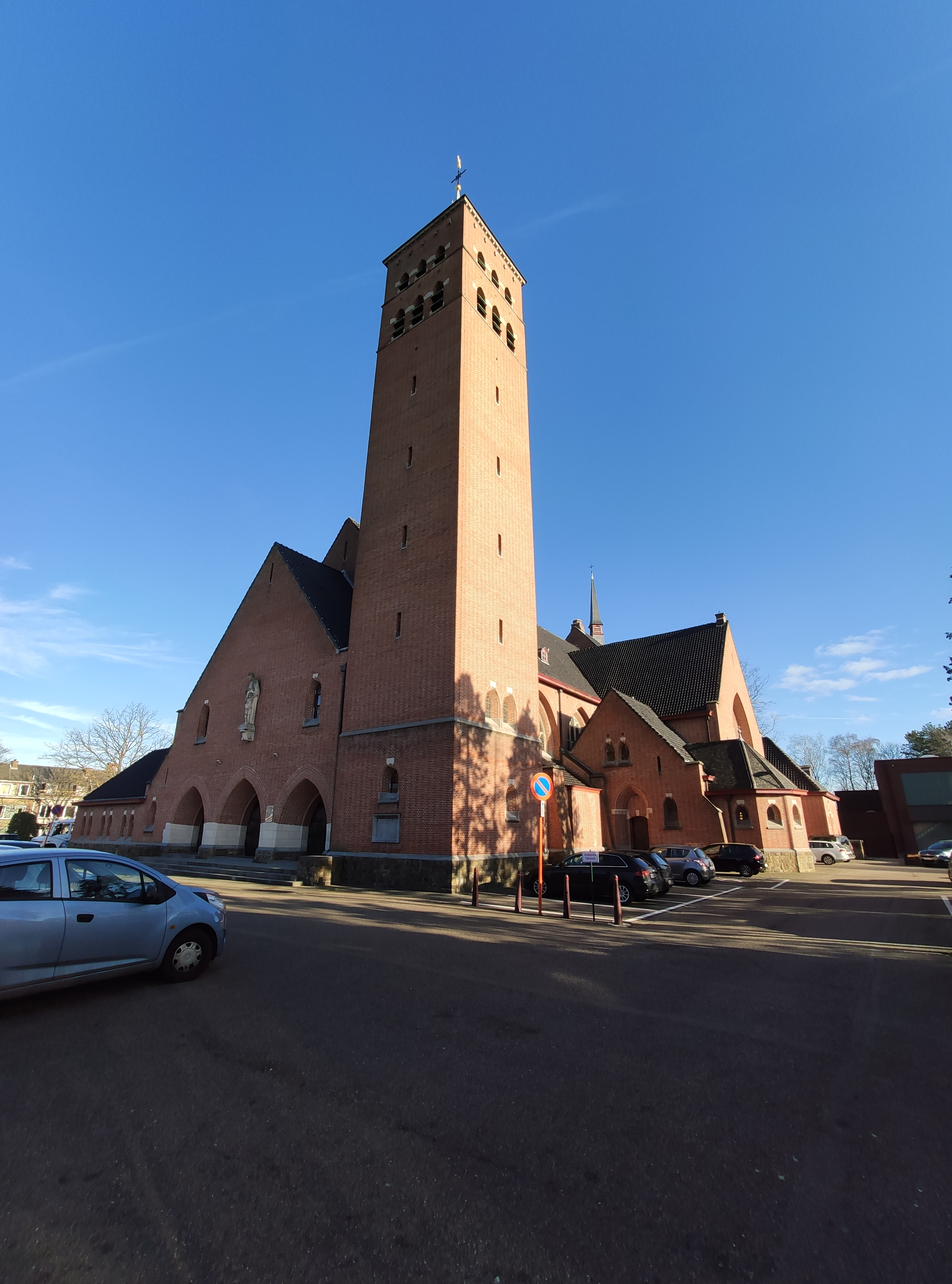
De Don Boscokerk in de wijk